# Joe Mercer
Joseph « Joe » Mercer est un footballeur et entraîneur anglais né le 9 août 1914 à Ellesmere Port et mort le 9 août 1990 à Liverpool.

En tant que joueur, il évolua au poste de défenseur pour les clubs d'Everton et d'Arsenal et remporta trois championnats d'Angleterre, deux Cup et deux Charity Shield. Sa carrière de joueur, longue de 26 ans, s'interrompit lorsqu'il eut une jambe cassée lors d'une rencontre contre Liverpool. Après sa carrière de joueur, il devint entraîneur et gagna à nouveau le championnat avec l'équipe de Manchester City, ainsi que la Coupe des Coupes. Il finit sa carrière comme sélectionneur par intérim de l'équipe d'Angleterre en 1974.

## Biographie

### Jeunesse

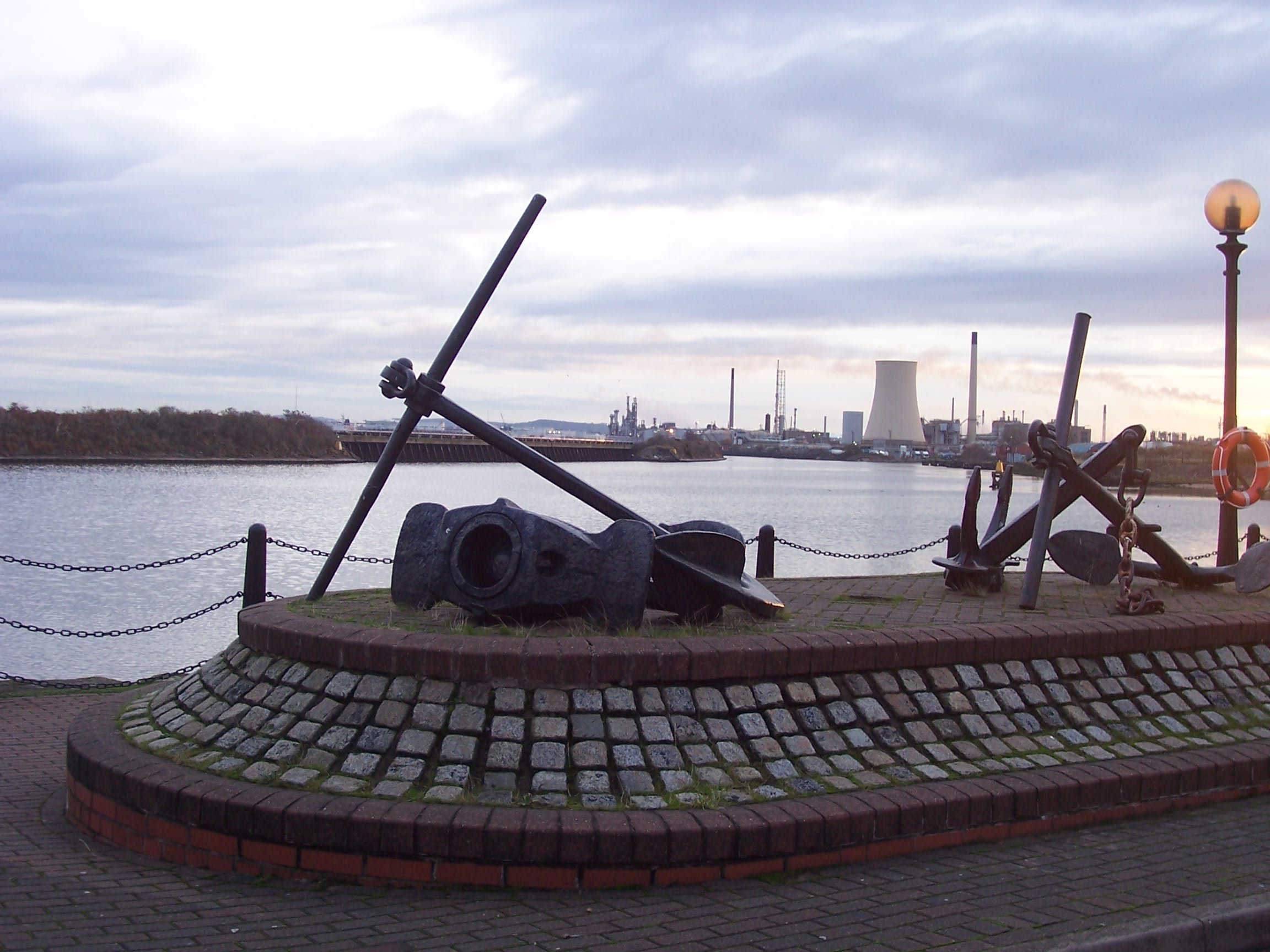
Ellesmere Port.

Joe Mercer est né à Ellesmere Port, non loin de Liverpool. Son père, également nommé Joe, avait joué pour Nottingham Forest et Tranmere Rovers. Il décéda des séquelles d'un gazage subi lors de la Première Guerre mondiale alors que son fils avait 12 ans.

Enfant, Joe Mercer jouait à la balle dans les allées, entre les maisons. Il apprit ainsi à contrôler des petites balles dans un espace restreint, ce qui constituait un excellent entraînement.

Il jouait également avec son ami Stan Cullis dans l'équipe de football de son école. Leurs surprenantes capacités de footballeurs leur valurent d'être retenus dans l'équipe de Port Ellesmere en janvier 1929.

### Carrière de joueur
Sa carrière de joueur s'étend sur plus de 20 ans, de 1932 à 1954. Durant cette période, il joua pour deux clubs différents : Everton et Arsenal, et eut une période « blanche » durant la Seconde Guerre mondiale. Il est le seul footballeur à avoir été champion d'Angleterre à la fois avant et après la Seconde Guerre mondiale.

#### Everton

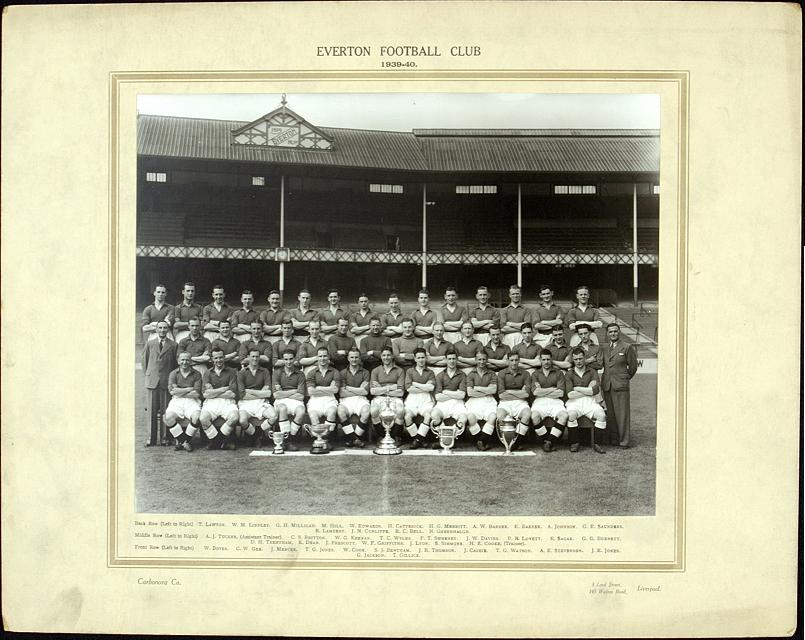
L'équipe d'Everton de la saison 1939-1940. Joe Mercer est assis au premier rang, à la troisième place en partant de la gauche.

En 1932, à 18 ans, Joe Mercer est recruté par l'Everton Football Club. À partir de la saison 1935-1936, il joua régulièrement pour l'équipe première.
Il eut l'occasion de côtoyer de grands noms du football anglais tels Dixie Dean ou Tommy Lawton.

En 1939, il remporta avec Everton le Championnat d'Angleterre de football.

En tout, il a joué 184 matchs pour le compte d'Everton et marqua deux buts. C'est également durant son contrat avec Everton qu'il fut appelé en équipe d'Angleterre à 5 reprises. Sa première sélection eut lieu le 16 novembre 1938 contre l'Irlande du Nord.

#### Seconde Guerre mondiale
Comme de nombreux joueurs de sa génération, Joe Mercer ne put exercer son activité de footballeur durant la Deuxième Guerre mondiale.

L'Army lui demanda de servir comme éducateur physique au camp d'Aldershot. Élevé au grade de sergent-major, il eut néanmoins l'occasion de jouer, au sein d'une équipe militaire, 26 rencontres internationales, étant régulièrement sélectionné comme capitaine.

Il fut également invité à jouer pour Chester City : son premier match eut lieu contre Halifax Town (4-1) en septembre 1942.
Durant ce conflit, il subit une grave blessure au genou, qui lui laissa des séquelles importantes et affecta ses performances physiques.

#### Arsenal

Blason d'Arsenal en 1950.

À la fin de la guerre, Joe Mercer était gêné par les suites de sa blessure au genou. Theo Kelly, entraîneur d'Everton, considérait que Mercer n'avait plus le cœur à jouer et chercha à vendre le contrat de son défenseur.

Arsenal se porta acquéreur dudit contrat en 1946 contre une indemnité de 9 000 £ et bien qu'il continuât à habiter Liverpool, Joe Mercer alla jouer à Londres.

Son premier match eut lieu contre Bolton le 30 novembre 1946.

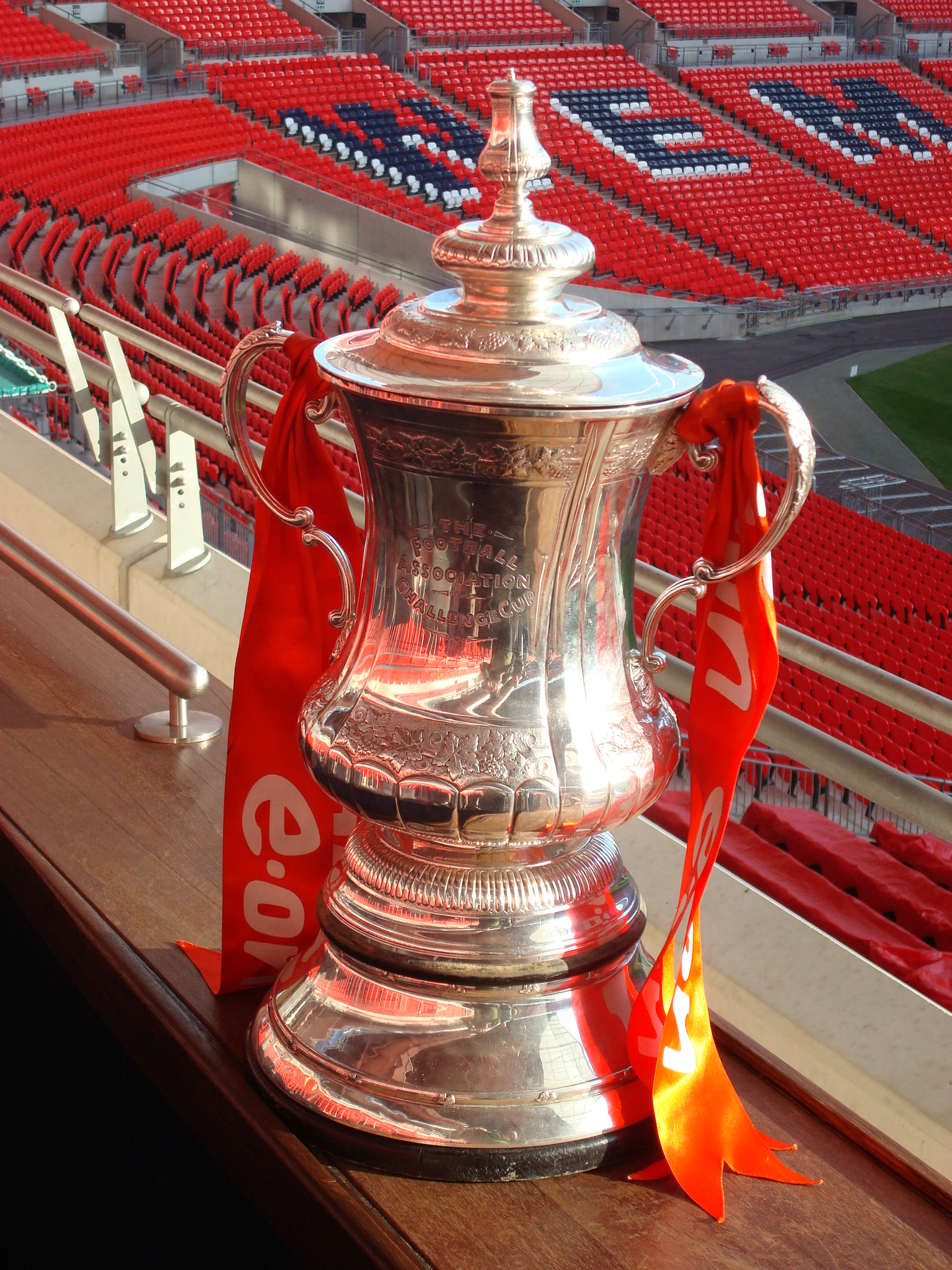
Le trophée de la Coupe d'Angleterre.

Bien qu'il fût âgé de 32 ans quand il commença à jouer à Arsenal, il débuta à ce moment-là la partie de sa carrière où il était à son meilleur niveau.
Len Shackleton eut pour lui les mots suivants :
« Joe Mercer, alors qu'il avait la trentaine et jouait à Arsenal, était un bien meilleur arrière latéral que pendant son jeune âge, à Everton ou en équipe d'Angleterre. Quand Joe Mercer découvrit que ses jambes ne l'autoriseraient plus à courir dans toute la longueur du terrain, quand sa condition physique le bloquait, quand il jouait presque entièrement dans sa moitié de terrain, il était grandiose. La délivrance de superbes passes en provenance de ce génie grêle et aux jambes arquées comptait, j'en suis certain, pour moitié dans les succès d'après-guerre d'Arsenal. »
Il devint rapidement capitaine et, entre 1946 et 1954, il remporta deux championnats d'Angleterre, une coupe d'Angleterre et deux Charity Shield. Il fut également élu Footballeur de l'année en 1950
Un match lors duquel il marqua les esprits fut la finale de la Coupe d'Angleterre remportée contre Liverpool le 29 avril 1950. Ses qualités de défenseur et de capitaine permirent à Arsenal de conserver ses cages vierges, tout en marquant 2 buts. En tant que capitaine, ce fut lui qui reçut la Cup des mains du roi Georges VI.
Il est à noter que Mercer, bien que jouant à Londres, résidait à Liverpool, où il tenait un magasin. Habituellement, il profitait des infrastructures de Liverpool pour s'entraîner, mais il fut naturellement tenu à l'écart des Reds quelque temps avant la finale.
Le 10 avril 1954, toujours contre Liverpool, Joe Mercer subit une collision contre son coéquipier Joe Wade : le choc fut tel que sa jambe droite se fractura en deux points différents. Cet accident signa la fin de sa carrière de joueur, à presque 40 ans.

### Carrière d'entraîneur

#### Sheffield
À la fin de la saison 1954-1955, le manager de Sheffield United, Reg Freeman tomba malade et décéda des suites de sa maladie. Bien qu'il n'eût aucune expérience d'entraîneur, il fut demandé à Joe Mercer de remplacer Reg Freeman le 18 août 1955, soit deux jours avant l'ouverture du championnat contre Newcastle.

Sheffield se maintenait difficilement en First Division (actuelle Premier League) et Joe Mercer ne put empêcher la relégation du club à l'issue de sa première saison d'entraîneur.

En 1957, Sheffield se classa 7e de la Second division (actuelle Football League Championship) et 6e en 1958.
Ce fut au poste d'entraîneur de Sheffield que Joe Mercer fit venir à Sheffield, pour 12 000 £, Derek Pace, qui fut pendant 6 ans le meilleur buteur du club. Il refusa également des propositions en provenance d'Arsenal.

#### Aston Villa
Les relations de Joe Mercer avec Sheffield se dégradant, et souhaitant entraîner un club de meilleur niveau, il démissionna de son poste en décembre 1958 pour signer avec Aston Villa.

Bien qu'ayant gagné la Coupe d'Angleterre l'année précédente, Aston Villa était en difficulté en championnat (First Division). Joe Mercer arriva donc en remplacement d'un entraîneur licencié et il ne parvint pas à éviter la relégation en Second Division.
Toutefois, il réussit à construire une équipe valable. En 1959, Aston Villa atteignit les demi-finales de la Cup et remporta la Second Division en 1960, accédant ainsi à la division supérieure. La saison 1960-1961 vit l'émergence de jeunes joueurs nommés les Mercer's minors qui allaient permettre à Aston Villa de se classer 9e en championnat et de remporter la première édition de la Coupe de la Ligue.
À cette époque, il ne ménageait pas sa peine, tant et si bien qu'il fit une attaque cérébrale en 1964. Durant son hospitalisation, Aston Villa le remplaça et le licencia,.

#### Manchester City

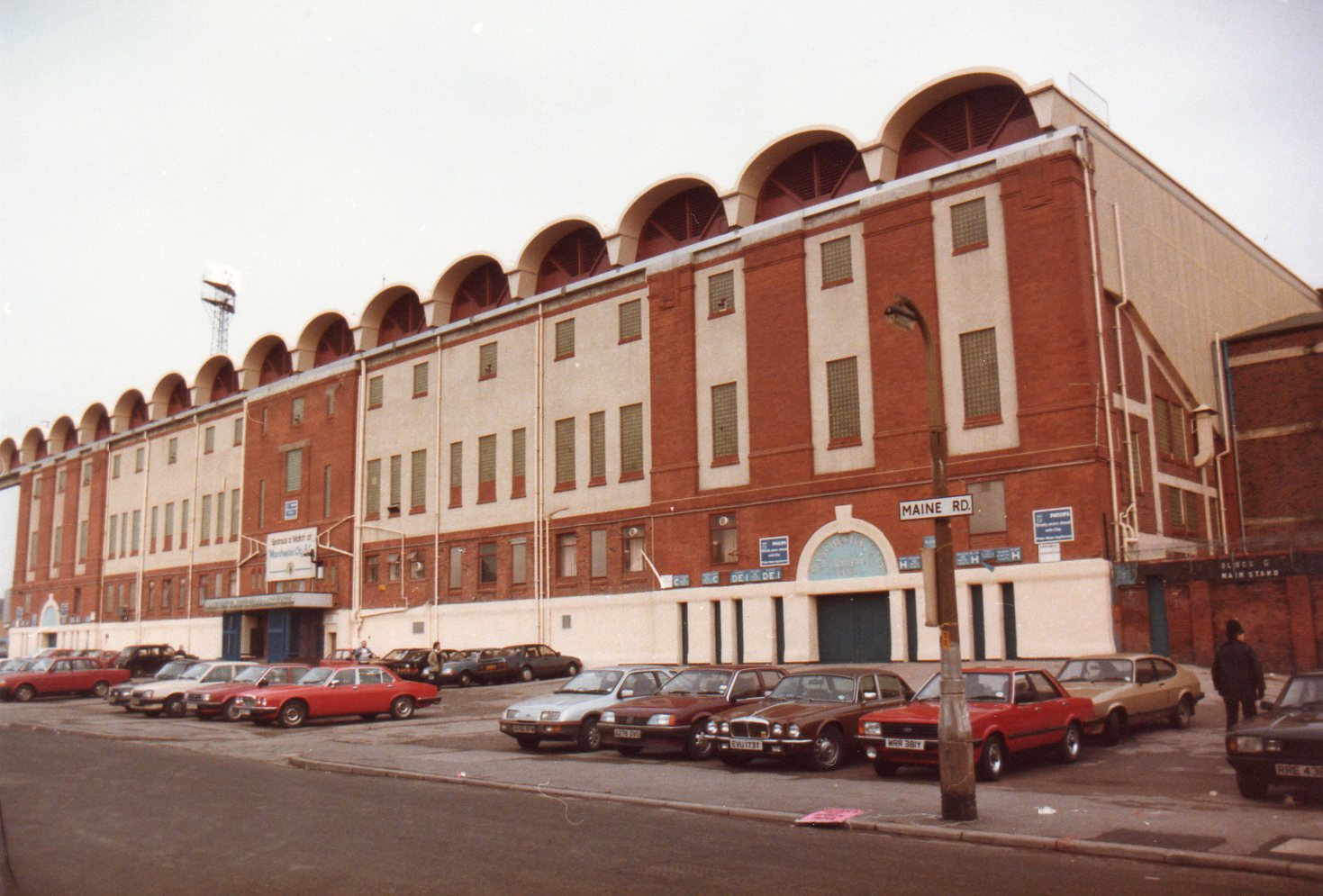
Maine Road, où évoluait Manchester City.

Au printemps 1965, il accepta le poste vacant d'entraîneur de Manchester City malgré les remontrances de son médecin. Toutefois, se sachant trop faible pour assumer seul la charge d'entraîneur, il prit comme adjoint Malcolm Allison : Mercer était chargé des aspects techniques et extra-sportifs tandis qu'Allison menait les entraînements et tout ce qui touchait au physique. Au milieu des années 1960, un tel duo d'entraîneurs était une configuration inédite.
Manchester City était alors en deuxième division depuis un an. Joe Mercer parvint à faire venir Mike Summerbee de Swindon Town et bâtit son équipe autour de lui. En 1966, les Blues remportèrent ainsi haut la main (une seule défaite lors des quinze premiers matchs) la Second Division et se retrouvèrent parmi l'élite. À l'occasion de la montée en première division, Joe Mercer fit signer Colin Bell, jeune milieu de terrain venant de Bury et, devant l'insistance de son adjoint, Tony Book, en provenance de Plymouth.
Lors de la saison 1966-1967, Manchester City se classa 15e de la First Division. L'équipe arriva à maturité en 1967 lorsque le duo Mercer-Allison fit venir un nouvel avant-centre en provenance de Bolton, Francis Lee. Dès lors, City remporta de nombreux matchs et se hissa en tête du championnat. Le club remporta ainsi le titre pour la deuxième fois de son histoire en 1968 et Francis Lee, pour sa première saison, inscrivit 17 buts en 35 matchs.

Lors de la saison suivante, les Blues ne décrochèrent pas le titre mais remportèrent néanmoins la Coupe, ainsi que le Charity Shield en début de saison.
1970 est la plus grande année du club. Joe Mercer et Malcolm Allison menèrent leur équipe à la victoire en Coupe des Coupes, remportée 2-1 contre Górnik Zabrze, notamment grâce à un pénalty transformé par Francis Lee. En Angleterre, Manchester City remporta en fin de saison la Coupe de la Ligue (2-1) contre West Bromwich Albion.
Toutefois, après cette saison faste, la qualité du duo Mercer-Allison commença à se dégrader. Malcolm Allison était avant tout l'adjoint de Joe Mercer et aspirait à plus de responsabilités. Cependant, Joe Mercer ne souhaitait pas renoncer à son poste d'entraîneur, les relations entre les deux hommes se tendirent et leur amitié en souffrit. Par ailleurs, derrière les tensions entre l'entraîneur et son adjoint, se jouait un conflit au sein de la direction du club. La faction opposée au directeur Albert Alexander avait promis à Malcolm Allison le poste d'entraîneur, alors que Joe Mercer continuait à soutenir son directeur. Manchester City ne gagna plus de titres et finalement, Joe Mercer laissa son poste d'entraîneur à Malcolm Allison à l'été 1971,.

#### Coventry City
Un an après son départ de Manchester City, Joe Mercer fut recruté par Coventry City, qui évoluait alors en première division, au poste d'entraîneur. Comme à Manchester City, il assumait sa charge en coopération avec un autre entraîneur, Gordon Milne.

Il entraîna Coventry pendant deux ans, durant lesquels le club se maintint en seconde partie de tableau. Il eut néanmoins l'occasion de faire signer deux grands joueurs de l'histoire de ce club, à savoir Tommy Hutchison et Colin Stein.

#### Équipe nationale
En 1974, et depuis quelques années déjà, la sélection d'Angleterre récoltait des résultats médiocres. Sir Alf Ramsey fut donc contraint à la démission et il fut demandé à Joe Mercer d'assurer l'intérim.

Il entraîna donc l'équipe d'Angleterre du 11 mai 1974 au 5 juin 1974, période durant laquelle sept matchs furent joués. Le bilan de cet intérim est de 3 victoires, trois nuls et une défaite.

### Retraite et honneurs
Après sa période d'intérim à la tête de l'équipe d'Angleterre, Joe Mercer cessa toute activité d'entraînement. Il fit néanmoins partie de la direction du club de Coventry jusqu'en 1981.

En 1976, il fut élevé à la dignité de membre de l'Ordre de l'Empire britannique.
Il souffrit, à la fin de sa vie, de la maladie d'Alzheimer et décéda le jour de son 76e anniversaire, le 9 août 1990.
À Manchester, la route qui mène au nouveau stade de Manchester City porte son nom. Sur cette route, ont été érigées deux mosaïques de l'artiste mancunien Mark Kennedy, l'une le montrant en train de soulever le trophée de champion d'Angleterre et l'autre le représentant de dos, regardant le terrain de Maine Road,.

## Palmarès

### Palmarès de joueur

#### Avec l'équipe d'Angleterre
- 5 sélections et aucun but avec l'équipe d'Angleterre entre 1938 et 1939.

#### Avec Everton
- Vainqueur du Championnat d'Angleterre de football en 1939.
- Vainqueur de la Coupe d'Angleterre de football en 1933.
- Vainqueur du Charity Shield en 1932.

#### Avec Arsenal
- Vainqueur du Championnat d'Angleterre de football en 1948 et 1953.
- Vainqueur de la Coupe d'Angleterre de football en 1950.
- Vainqueur du Charity Shield en 1948 et 1953.

### Palmarès d'entraîneur

#### Avec Aston Villa
- Vainqueur du Championnat d'Angleterre de football D2 en 1960.
- Vainqueur de la Coupe de la ligue anglaise de football en 1961.

#### Avec Manchester City
- Vainqueur de la Coupe d'Europe des vainqueurs de coupe de football en 1970.
- Vainqueur du Championnat d'Angleterre de football en 1968.
- Vainqueur de la Coupe d'Angleterre de football en 1969.
- Vainqueur de la Coupe de la ligue anglaise de football en 1970.
- Vainqueur du Championnat d'Angleterre de football D2 en 1966.
- Vainqueur du Charity Shield en 1968.

#### Avec l'équipe d'Angleterre
- Vainqueur du British Home Championship en 1974.